# جرج کری (بازیکن فوتبال)
جرج کری (انگلیسی: George Corrie؛ زادهٔ ۱۶ سپتامبر ۱۹۷۳) بازیکن فوتبال اهل بریتانیا است.
از باشگاه‌هایی که در آن بازی کرده‌است می‌توان به باشگاه فوتبال وورکینگتون ای. اف. سی اشاره کرد.